# Mbarara
Mbarara là một thành phố ở Tây Uganda. Đây là trung tâm chính về thành thị, hành chính và thương mại của huyện Mbarara và là nơi đóng trụ sở chính của huyện. Nó cũng là trung tâm đô thị lớn nhất ở Tây Uganda. 
Mbarara có khoảng cách khoảng 290 km (180 dặm Anh) bằng đường bộ về phía tây nam của Kampala, thủ đô và là thành phố lớn nhất Uganda. Mbarara là một trung tâm giao thông quan trọng, nằm phía tây của Masaka trên đường đến Kabale, gần vườn quốc gia hồ Mburo.
Cái tên 'Mbarara' có nguồn gốc tự sự phát âm sai của thực dân Anh đối với loại cỏ Mburara'a, một yêu thích cho những con bò. Mbarara trước đây là thủ phủ của với khu vực phía Nam.
Mbarara chủ yếu chia thành ba đơn vị là Kamukuzi, Nyamitanga và Kakoba. Nó được chia thành sáu đơn vị nhỏ hơn Ruharo, Nyamitanga, Nyamityobora, Kamukuzi, Kakoba và Lutti. 
Thành phố Mbarara có số lượng lớn nhất của các nhà máy chế biến sữa ở Uganda. Đa số chế biến sữa được vận chuyển đến Kampala và các thành phố lớn khác ở Uganda.
Mbarara là nhà của Đại học Khoa học và Công nghệ Mbarara được thành lập vào năm 1989. 